# 김희덕 (1910년)
김희덕(한국 한자: 金熙德, 일본식 이름: 가네오카 기도쿠(일본어: 金岡 熙德), 1910년 1월 31일 ~ 몰년 미상)은 일제강점기의 관료로, 엄창섭의 사위이다.

## 생애
함경북도 함흥부에서 태어났으며 함경남도 고등보통학교와 일본 교토 제3고등학교를 졸업했다. 1933년 고등문관시험 행정과에 합격했고 1934년 일본 도쿄 제국대학 정치학과를 졸업했다.
1937년 8월 12일부터 1938년 10월 31일까지 경상남도 의령군수를 역임했으며 1938년 11월 1일부터 1944년 11월 15일까지 조선총독부 농림국 사무관으로 재직했다. 1940년 4월 29일 중일 전쟁에 협력한 공로를 인정받아 일본 정부로부터 훈6등 서보장을 받았으며 국민총력조선연맹 농림부 주사와 조선흥농회 평의원을 지냈다. 1944년 11월 13일 충청북도 농상부장으로 선출되었다.
친일파 708인 명단의 조선총독부 사무관 부문, 민족문제연구소의 친일인명사전 수록자 명단의 관료 부문, 친일반민족행위진상규명위원회가 발표한 친일반민족행위 705인 명단에 포함되었다.

## 참고 자료
- 친일반민족행위진상규명위원회 (2009). 〈김희덕〉. 《친일반민족행위진상규명 보고서 Ⅳ-4》. 서울특별시. 790~797쪽.